# Victor Stoloff
Pour les articles homonymes, voir Stoloff.
Victor Stoloff, né à Tachkent le 17 mars 1913, mort à New York le 6 décembre 2009, est un réalisateur, scénariste et producteur de cinéma russe d'origine, mais qui a exercé en Egypte, en Europe et aux États-Unis.

## Biographie
Victor Stoloff, russe de naissance, né à Tachkent, a vécu et étudié en Égypte, puis s'est installé aux États-Unis. Il a été monteur, scénariste, réalisateur et producteur de cinéma. Outre l'arabe, il parle couramment l'italien, l'espagnol, le français et bien sûr le russe. 
Actif dans le monde du cinéma dès les années 1930, il a travaillé pour le premier programme cinématographique de nouvelles en arabe et a introduit le cinéma sonore en Égypte. En Italie, il a écrit le scénario de Vulcano, avec Anna Magnani. Il a travaillé avec Roger Corman, Hunt Stromberg, David O. Selznick, Sidney Buchman, William Dieterle, Moshé Mizrahi.

## Filmographie

### Réalisateur

#### Cinéma
- 1966 : Intimacy
- 1973 : Why

#### Télévision
- 1952 : Your Jeweler's Showcase – série TV, 2 épisodes
- 1953 : The Ford Television Theatre (it) – série TV, épisodes 1x18-1x20
- 1953 : Footlights Theater – série TV, épisodes 2x8 (1953)
- 1958 : Target (it) – série TV, épisode 1x38
- 1960-1961 : National Velvet (it) – série TV, épisodes 1x15-1x18-1x19
- 1968 : Sommer in Israel - Musik zwischen Orangenhainen und Wüste – téléfilm

### Réalisateur et producteur

#### Cinéma
- 1953 : Egypt by Three
- 1977 : A caro prezzo (The Washington Affair)

#### Télévision
- 1943 : Little Isles of Freedom - documentaire

### Réalisateur et scénariste
- 1938 : Desert Boy : Siwa, Fastness of the Desert[2]
- 1946 : Symphonie fatale (Sinfonia fatale)

### Réalisateur, scénariste et producteur
- 1971 : The 300 Year Weekend

### Scénariste
- 1950 : Vulcano, de William Dieterle
- 1958 : Les Aventuriers des îles (She Gods of Shark Reef), de Roger Corman
- 1959 : La peccatrice del deserto, de Steve Sekely et Gianni Vernuccio

### Scénariste et producteur
- 1963 : Le Jardin de mes amours (it) (Of Love and Desire), de Richard Rush